# Newe Schalom

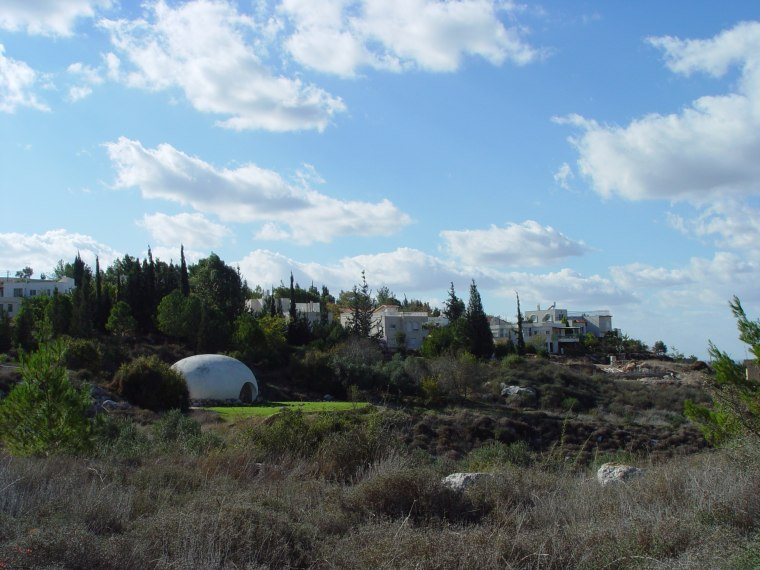
Newe Schalom/Wahat al-Salam mit dem Haus der Stille (Bet Duomia/Bet as-Sakinah) links unten

Newe Schalom / Wahat al-Salām (hebräisch נְוֵה שָׁלוֹם Nəweh Schalōm, arabisch واحة السلام, DMG Wāḥat as-Salām, dt. „Stätte des Friedens“; Umschrift auf englisch Neve Shalom) ist ein Friedensdorf in der Mitte Israels, etwa gleich weit entfernt von Tel Aviv-Jaffa und Jerusalem.

## Gründung und Aufgabe
Newe Schalom wurde in den frühen 1970ern von Bruno Hussar auf dem Land gegründet, das ihm vom benachbarten Kloster in Latrun zur Pacht überlassen worden war. Das Dorf wird von jüdischen und arabischen Israelis bewohnt. „Sie setzen sich miteinander für Gleichberechtigung und Verständigung zwischen beiden Völkern ein.“ Bis 2012 ist das Dorf auf über 60 Familien angewachsen, mit gleicher Anzahl von Juden und Arabern. Geplant ist eine Einwohnerzahl von 140 Familien. Im Jahr 2018 hatte das Dorf 295 Einwohner.
Der Name leitet sich von Jes 32,18  ab: „Mein Volk wird an einer Stätte des Friedens wohnen, in sicheren Wohnungen, an stillen und ruhigen Plätzen.“ Heute wird durch die Koexistenz im Friedensdorf gezeigt, dass friedliche Partnerschaft zwischen Juden und Arabern in einer auf Toleranz, gegenseitiger Achtung und Zusammenarbeit beruhenden Gemeinschaft möglich ist. Die Gemeinschaft wird demokratisch verwaltet und gehört den Mitgliedern, daher ist sie unabhängig von politischen Parteien und Bewegungen.

## Auszeichnungen
- Buber-Rosenzweig-Medaille 1987
- Bruno Kreisky Preis für Verdienste um die Menschenrechte 1988
- Beyond War Award 1989
- Marcus Sieff Award 1991
- Niwano-Friedenspreis 1993
- Pfarrer-Georg-Fritze-Gedächtnisgabe 1994
- Paul Harris Prize 1997
- Festival of Excellence Award 2000
- Mount Zion Award 2001 für Reuven Moskovitz (Mitgründer von Neve Schalom / Wahat Salam)
- Peacemaker Award 2002
- Friedenspreis der Deutsch-Israelischen Gesellschaft 2003
- fünf Nominierungen zum Friedensnobelpreis
- Aachener Friedenspreis 2003 für Reuven Moskovitz (Mitgründer von Neve Schalom / Wahat Salam)